# قلعة ضحاك
قلعة ضحاك أو داش قلعة هي قلعة إيرانية تاريخية قديمة على الساحل الشرقي لبحيرة أرومية حيث يرجع تأريخ بنائها إلى 3000 سنة مضت، وتُعتبَر القلعة من الأماكن السياحية في محافظة أذربيجان وإن ارتفاع القلعة عن سطح النهر هو 2300 متر.

## موقعها الجغرافي
تقع قلعة ضحاك على بعد 28 كيلومتر شرق عجب شير وعلى الساحل الشرقي لبحيرة أرومية وعلى مسافة 95 كيلومتر جنوب مدينة تبريز.

## تاريخ القلعة
إن تاريخ تشييد قلعة ضحاك يعود إلى أكثر من 3000  سنة وتقع على جبل منفرد لحماية الوادي من الغزاة وقد هاجمها حفيد جنكيز خان في القرن الثالث عشر لكنه قُتل. ولاحقاً دمرها جنكيز خان بنفسه.[بحاجة لمصدر]
وتُعتبَر هذه القلعة من الأماكن المهمة لأقوام ألماني والماد. حيث تعود هذه القلعة إلى هذه الأقوام وقد تم ذكر أسماء مختلفة لها في الكتب التاريخية ومنها ضحاك، اژدهاك، قيز قلعه سي، داش قلعه سي، باروآس، رويي دژ وقلعه گويي. تمت دراستها لأول مرة عن طريق البعثة الألمانية في العام 1971 ميلادي.

## آثار القلعة
إن من الآثار المتبقية في القلعة هي تلك الأبراج الاسطوانية والتي كانت بوابة القلعة مغطاة بقطع من الصخور على شكل مستطيل ويعود تاريخها إلى العهد الساساني، لكن الأواني الخزفية المكتشفة تعود إلى القرنين السادس والسابع الهجري. وكان يستفاد من القلعة كحصن وإنها مشرفة على منحدر من ثلاث أطراف.

## محتويات القلعة
يوجد في القلعة مخازن صخور، ومخزن ماء ومطحنة وصالة اجتماعات وحمام وغيرها. وإن نصف الغرف في القلعة لا تحتوي على أسقف وهي داخل حفر والنصف الآخر على شكل حفر في الجبل، وإن أغلب الحفر تحتوي على مخزن للماء. كما يوجد نبع في الجبل المقابل للقلعة حيث كان يتم نقل مائه عن طريق شبكة أنابيب مدفونة داخل الأرض إلى القلعة. حيث يمكن مشاهدة مسير الأنابيب على الأرض وتم العثور على بقايا أنابيب طينية وكذلك قالب حجري.